# 아시안 하이웨이 16호선

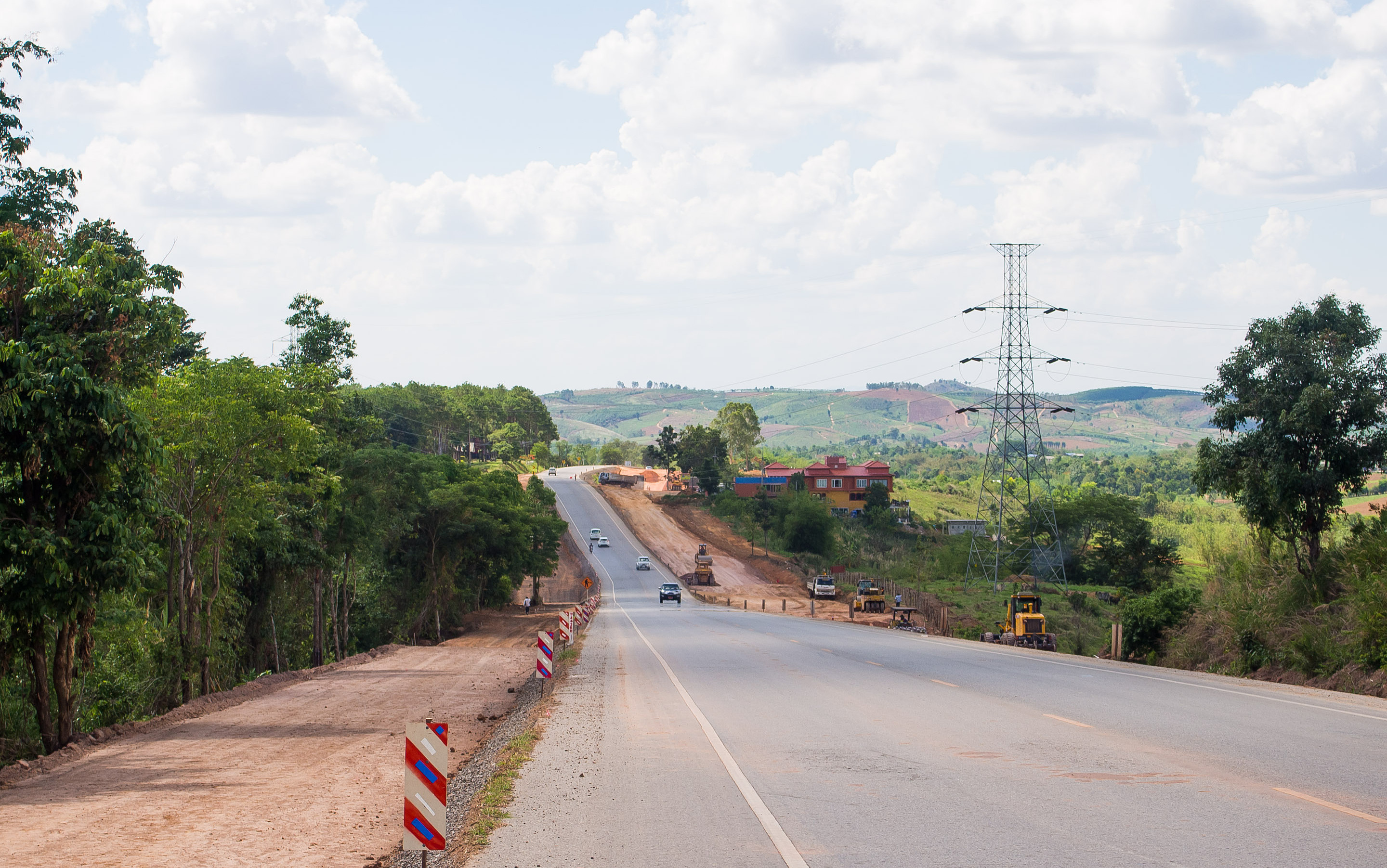
아시안 하이웨이 16호선이 태국을 건넌 모습

아시안 하이웨이 16호선(AH16, )은 베트남의 동하에서 출발, 라오스를 경유하여 태국의 딱주 므앙딱 군까지 이어주는 아시안 하이웨이의 노선망이자 주요 간선 고속도로 노선축이다. 그러나 이 도로망은 아시안 하이웨이 1호선을 통해 캄보디아에 간접적으로 연결 가능한 도로 노선이다.

## 주요 경유지

### 베트남
- 국도 제9호선 : 동하[1] ~ 꽝찌읍

### 라오스
- 라오스 9E번 국도 : 덴사반흐 ~ 체폰 ~ 세노
- 라오스 13번 국도 : 세노 (아시안 하이웨이 11호선과 동시에 접촉하나, 3km의 구간만 통과됨)
- 라오스 9W번 국도 : 세노 ~ 사반나케트

### 태국
- 태국 239번 국도 : 라오스-태국 제2우의교
- 태국 212번 국도 : 방사이 방야이 ~ 묵다한
- 태국 12번 국도 : 묵다한 - 솜뎃 군 - 콘깬 (아시안 하이웨이 12호선) - 핏사눌록 (아시안 하이웨이 13호선) - 딱 (아시안 하이웨이 1호선, 아시안 하이웨이 2호선)